# Eucalanus elongatus
Eucalanus elongatus är en kräftdjursart som först beskrevs av James Dwight Dana 1848.  Eucalanus elongatus ingår i släktet Eucalanus och familjen Eucalanidae. Det är osäkert om arten förekommer i Sverige. Inga underarter finns listade i Catalogue of Life.